# Hōrin-ji (Awa)
Pour les articles homonymes, voir Hōrin-ji.
Le Hōrin-ji (法輪寺) est un temple de la secte Kōya-san du Bouddhisme Shingon, situé dans la ville d'Awa, préfecture de Tokushima au Japon. C'est le 9e temple de la route du pèlerinage de Shikoku, l'image principale est celle de Parinirvana Shaka Nyorai. Le temple aurait été fondé par Kōbō Daishi, qui en a sculpté l'image,,
En 2015, le Hōrin-ji est désigné Japan Heritage avec les 87 autres temples du pèlerinage de Shikoku.